# Viola Compton
Viola Compton (Fulham, Londres, 26 de novembro de 1886 — Birchington-on-Sea, Kent, 7 abril de 1971) foi uma atriz britânica. Nascida Viola Maud Compton–Mackenzie, foi a mais velha dos três irmãos. Seu irmão mais novo foi o escritor Compton Mackenzie e sua irmã mais nova foi a atriz Fay Compton.

## Filmografia selecionada
- Polly of the Circus (1917)
- Compromising Daphne (1930)
- Third Time Lucky (1931)
- Looking on the Bright Side (1932)
- The Medicine Man (1933)
- The Shadow (1933)
- Excess Baggage (1933)
- Dark World (1935)
- Servants All (1936)
- Happy Days Are Here Again (1936)
- Man in the Mirror (1936)
- The Last Journey (1936)
- Find the Lady (1936)
- The Big Noise (1936)